# Contabilità penitenziaria
La contabilità generale dello Stato è valida per tutte le Amministrazioni pubbliche, compresa quella penitenziaria; la contabilità penitenziaria, però, per il tipo di utenza cui si rivolge (la popolazione detenuta), e per la complessità delle attività, delle misure e degli interventi rivolti al recupero (attraverso un percorso rieducativo) del condannato, necessita di essere integrata da una contabilità speciale, legata per l'appunto al soddisfacimento delle specifiche esigenze di queste strutture, degli operatori che in esse sono presenti e dei detenuti che stanno espiando la pena loro inflitta.

## Cos'è la contabilità penitenziaria?
La contabilità penitenziaria abbraccia tutte quelle attività che sono legate alla gestione del fondo dei detenuti e degli internati, dei materiali, degli spacci, delle mense, dei tabacchi e dei valori bollati, degli automezzi, del vitto dei detenuti, il servizio scolastico ed i corsi professionali, i servizi di assistenza, il servizio di automazione e di informatica, il servizio telefonico, quello infermieristico, ossia regola l'insieme di quelle attività che le normali norme di contabilità di Stato non potevano prevedere e regolamentare perché non rientranti nell'ordinario funzionamento di un'amministrazione pubblica.
Ultima, ma non per questo meno importante, finalità cui è rivolta la contabilità penitenziaria, e l'Ordinamento Penitenziario in genere, è quella di assolvere a tutte quelle incombenze, o adempimenti, diretti ad assicurare l'ordine e la sicurezza interna degli Istituti, garantendo, nel contempo, la piena soddisfazione delle esigenze di difesa sociale, che hanno attraversato e condizionato l'attività normativa del legislatore degli ultimi anni, in particolare negli anni '90, sotto l'influenza delle emozioni e dell'allarme sociale causati dalle esecuzioni mafiose di quegli anni che condussero, con la legge 7 agosto 1992, n. 356 a modifiche urgenti al nuovo codice di procedura penale e provvedimenti di contrasto alla criminalità mafiosa.

## Fonti normative
- Il primo regolamento emanato per gli stabilimenti carcerari del Regno di Italia fu il Regio Decreto 1º febbraio 1891, n. 260, composto da tre parti essenziali, rispettivamente:
  - Parte I recante L'ordinamento degli stabilimenti carcerari e dei riformatori;
  - Parte II recante Il trattamento dei detenuti e ricoverati;
  - Parte III Amministrazione economica e contabilità.

Le prime due parti del Regio Decreto risultano ad oggi interamente abrogate. Ciò è essenzialmente dovuto alla mole di riforme che hanno interessato gli Istituti di pena nell'ultimo secolo e che hanno condotto all'emanazione della legge 26 luglio 1975, n. 354 concernente Norme sull'ordinamento penitenziario e sulla esecuzione delle misure privative e limitative della libertà, legge che ha recepito sia le norme internazionali in materia di diritti umani, sia il precetto dell'articolo 27, comma 3, della Costituzione, che ha il merito di impedire che le pene inflitte ai detenuti possano trasformarsi in trattamenti contrari al senso di umanità, e di ribadire che gli stessi trattamenti devono tendere al recupero del reo ed al suo successivo reinserimento all'interno della società civile.
La terza parte dello stesso, invece, è stata interamente sostituita dal Regio Decreto 16 maggio 1920, n. 1908 recante Regolamento generale degli stabilimenti carcerari, entrato in vigore il 1º luglio 1920 e ancora vigente.
- Il quadro normativo di riferimento è stato poi arricchito dal Regio Decreto 18 novembre 1923, n. 2440 recante Nuove disposizioni sull'amministrazione del patrimonio e sulla contabilità generale dello Stato, fino ad arrivare alla formulazione del Regio Decreto 23 maggio 1924, n. 827 recante Regolamento per l'amministrazione del patrimonio e della contabilità generale dello Stato.
- Tra le fonti legate alla regolamentazione della contabilità penitenziaria vanno annoverate sia la citata legge 26 luglio 1975, n. 354 sia il Decreto Presidente della Repubblica 30 giugno 2000, n. 230 contenente il Regolamento recante norme sull'ordinamento penitenziario e sulle misure privative e limitative della libertà, nonché tutte le agevolazioni che il legislatore ha voluto concedere a quelle imprese che assumono detenuti o internati presso Istituti penitenziari ovvero ammessi al lavoro all'esterno. Ci si sta riferendo alla legge n. 193/2000 (cosiddetta Legge Smuraglia) emessa in applicazione delle agevolazioni previste dalla legge n. 407/1990 per le imprese che assumono, con contratto a tempo indeterminato, lavoratori disoccupati da almeno 24 mesi. La Legge di Stabilità 2015 (L. 23.12.2014 n° 190) varata dal Governo Renzi abroga l'articolo 8, comma 9 della L. 407 disponendo di fatto la cancellazione, decorrenza 1 gennaio 2015, dei benefici previsti da tale norma.